# Štěpán Vrubl
Štěpán Vrubl, né le 8 juin 1976, à Ostrava, au République tchèque, est un joueur tchèque de basket-ball. Il évolue au poste de meneur.

## Palmarès
- Coupe de République tchèque 1999